# Lei da República da Irlanda

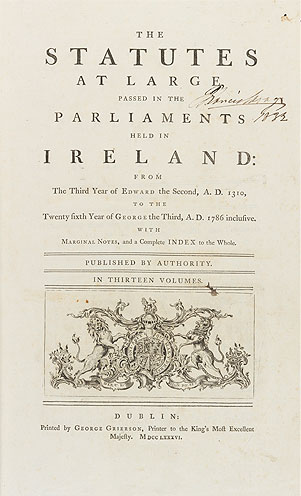
A lei atualmente em vigor na Irlanda data há mais de 800 anos

A lei da Irlanda consiste em constitucional, estatutária e consuetudinária. A mais elevada lei no Estado é a Constituição da Irlanda, de onde derivam a autoridade de todas as outras leis. A República tem o sistema legal da common law com uma constituição escrita que provém de uma democracia parlamentarista baseada no sistema parlamentarista Britânico, embora com um presidente eleito popularmente, uma separação de poderes, um desenvolvido sistema de direitos constitucionais e revisão judicial da legislação primária.

## A  História da Lei Irlandesa
As fontes da lei Irlandesa refletem a história irlandesa e os vários parlamentos cuja lei afetou o país ao longo dos anos.

### O primeiro e o segundo Dáil
O primeiro e segundo governo se estabeleceu em oposição à lei britânica na Irlanda. As leis passadas pelo primeiro e segundo governo não tiveram efeito legal oficial.

### As Leis Brehon
As Leis Brehon eram um sistema jurídico irlandês relativamente sofisticado no início, cuja prática foi finalmente eliminada durante a conquista Cromwelliana da Irlanda. As Leis de Brehon foram somente um sistema jurídico civil - não havia lei penal. Leis, que hoje, seriam consideradas penais foram então tratadas de maneira similar ao ilícito civil de hoje. Um agressor teria que indenizar a vítima, em vez de impor penas como de prisão.

## Lei Constitucional
Vida na Irlanda
Cultura
Cristianismo - Cozinha - Cultura - Costumes-
Feriados - Música - Religião - Esporte - Turismo
Economia
Comunicações - Economia - Impostos -
Transportes
Geral
Arquitetura - Geografia - História - Militar -
Reciclagem
Sociedade
Demografia - Educação - Sistema de Saúde -
Línguas - Mídia
Política
Governo - Lei - Execução da Lei -
Política - Relações Exteriores
Políticas
Aborto - Casamento de pessoas do mesmo sexo

A Constituição Irlandesa foi promulgada por um plebiscito popular realizado no dia 1 de Julho de 1937 e entrou em vigor em 29 de Dezembro do mesmo ano. A Constituição é o alicerce do sistema jurídico irlandês e é considerada como a fonte do poder exercido pelos poderes legislativo, judicial e executivo do governo. O Supremo Tribunal Irlandesa e o Tribunal Superior exercem revisão judicial de toda a legislação e podem derrubar se elas forem inconsistentes com a constituição.
A Constituição só pode ser emendada por referendum. Uma proposta de emenda à Constituição é iniciada pela Dáil Éireann (a câmara baixa do parlamento) como um projeto e se aprovada pelo Dáil, e aprovada ou  considerada aprovada pelo Senado (a câmara alta), é posto à disposição do povo. Somente cidadãos irlandeses residentes no país devem votar. Não há limite para tais referendums e uma simples maioria de votos é suficiente para a proposta ser aprovada.
Uma vez aprovada pelo povo, o Presidente assina o projeto de referendum em lei. A partir de Novembro de 2011, houve 33 referendums deste tipo: 23 dos quais foram aprovados pelo povo e 10 foram rejeitados. A constituição também foi alterada duas vezes durante um período inicial de transição de três anos após a eleição do primeiro Presidente da Irlanda, onde foi possível fazer emendas sem recorrer ao povo.

## Lei Estatutária
Nos dias de hoje a lei estatutária é feita pelo Parlamento Nacional bicameral - mais comumente conhecida por seu nome irlandês, o Oireachtas. Leis das Oireachtas são divididas em seções numeradas sequencialmente e podem ser citadas utilizando um título curto o qual dá à lei um título baseado aproximadamente no seu assunto e ano no qual foi promulgada. Enquanto a Oireachtas é bicameral, a câmara alta, o Senado, tem pouco poder, o qual, no máximo, autoriza o Senado adiar ao invés de vetar a legislação, algo que somente aconteceu duas vezes desde 1937.

O Artigo 50 da Constituição da Irlanda transpôs todas as leis que tinham estado em vigor no Estado Livre Irlandês antes da sua entrada em vigor em 29 de Dezembro de 1937, na medida em que estas leis não eram ofensivas à nova constituição. Uma função similar tinha sido cumprida pelo Artigo 73 da Constituição do Estado Livre Irlandês, que transpunha toda a legislação que estava em vigor no Sul da Irlanda, na medida em que estas leis não eram ofensivas à Constituição do Estado Livre Irlandês. Como resultado, embora o Estado Irlandês exista há menos de cem anos, os trechos do  livro estatutário remonta há mais de 800 anos. Em virtude da Lei de Revisão do Estatuto de 2007, a lei mais antiga atualmente em vigor na Irlanda é a Lei das Feiras de 1204. A lei estatutária da Irlanda inclui a lei aprovada pelo seguinte:
- Estatutos irlandeses antes da união
  - o Rei da Inglaterra como legislador da Irlanda e o Parlamento da Irlanda (1169-1800)
- Estatutos ingleses e britânicos, que se aplicavam à Irlanda em sua promulgação original ou foram posteriormente aplicados à Irlanda
  - o rei da Inglaterra (1066–1241)
  - o Parlamento da Inglaterra (1241-1706)
  - o Parlamento da Grã-Bretanha (1707-1800)
- Estatutos do Reino Unido da Grã-Bretanha e Irlanda
  - o Parlamento do Reino Unido, que se aplicava à Irlanda em sua promulgação original ou foram posteriormente aplicadas à Irlanda (1 de janeiro de 1801 a 5 de dezembro de 1922)
- Estatutos da Irlanda independente
  - os Oireachtas do Estado Livre Irlandês (6 de dezembro de 1922 a 28 de dezembro de 1937)
  - o atual Oireachtas (de 29 de dezembro de 1937 até hoje)

## Legislação Secundária
Não obstante a declaração na Constituição de 1937 de que a Oireachtas deve ser "a única e exclusiva" legislatura, há muito que se sustenta que é permitido à Oireachtas delegar o(s) seu(s) poder(es) legislativo(s) a outros organismos, desde que tal legislação delegada não exceda os "princípios e políticas" estabelecidos no respectivo estatuto de autorização.
Todos os casos da legislação delegada na República são conhecidos como instrumentos estatutários, embora apenas um pequeno subconjunto destes são numerados como instrumentos estatutários e publicados pelo Stationery Office. Este último subconjunto é composto por instrumentos estatutários que devem ser colocados perante a Oireachtas ou que são de aplicação geral.
Além disso, um corpo de documentos, regras e ordens estatutárias e outra legislação secundária feita antes da independência em 1922 continua em vigor na Irlanda, desde que tal legislação não tenha sido revogada ou de outra forma tenha deixado de estar em vigor.

## Lei Consuetudinária

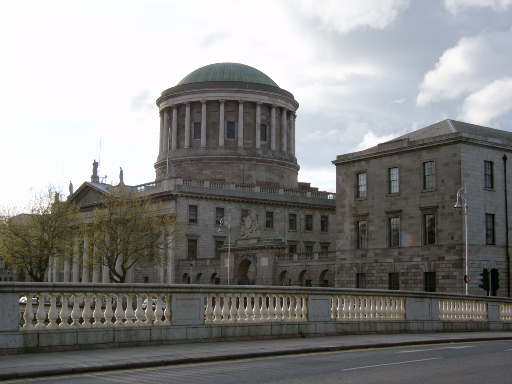
O Supremo Tribunal da Irlanda fica no edifício Four Courts, em Dublin.

Irlanda foi o tema da primeira extensão do sistema da common law Inglesa fora da Inglaterra. Enquanto na Inglaterra a criação da common law foi em grande parte o resultado da assimilação do direito consuetudinário existente, na Irlanda a common law foi importada da Inglaterra substituindo a lei consuetudinária dos irlandeses. Este foi, entretanto, um processo gradual que foi acompanhado pela influência Inglesa (e mais tarde, Britânica) na Irlanda.
Como em qualquer sistema da common law, os Tribunais Irlandeses estão vinculados pela doutrina do stare decisis a aplicar precedentes claros estabelecidos por Tribunais Superiores e Tribunais de jurisdição coordenada. A principal exceção a esta regra é que o Supremo Tribunal declarou que não está vinculado pelas suas próprias decisões anteriores.
Embora a doutrina claramente indique que o atual Supremo Tribunal é vinculado pela decisão do atual Supremo Tribunal, não é ao todo claro se as decisões dos Tribunais os quais previamente desempenharam a função de Tribunais de último recurso na Irlanda -  como a Câmara dos Lordes Britânica - vinculam o atual Supremo Tribunal. Em Irish Shell versus Elm Motors, o Juiz McCarthy contestou que as decisões de Tribunais pré independência vinculassem os Tribunais do Estado, afirmando que "não faz sentido que os nossos Tribunais são uma continuação, ou sucessores, dos Tribunais Britânicos". Entretanto os outros dois juízes na audiência do caso declinaram ao expressarem uma opinião sobre o assunto, uma vez que não tinha sido argumentado na audiência de recurso.
Os julgamentos pós-independência dos tribunais britânicos e todos os julgamentos dos tribunais americanos e da Commonwealth têm apenas valor persuasivo e não vinculam os tribunais irlandeses.

## Legislação da União Européia
A Lei das Comunidades Européias de 1972, tal como alterada, prevê que os Tratados da União Européia fazem parte do Direito Irlandês, juntamente com as medidas diretamente eficazes adotadas ao abrigo desses tratados. Prevê também que ministros do governo podem adotar instrumentos estatutários para implementar a Legislação da União Européia e que, como uma exceção à lei geral, tais instrumentos estatutários tem efeitos como se fossem legislação primária.

## Lei internacional
A Irlanda é um Estado dualista e tratados não são partes do direito interno irlandês a menos que sejam incorporados pelo Oireachtas. Uma exceção a esta regra poderia muito bem ser a disposição da constituição que diz que "a Irlanda aceita os princípios geralmente reconhecidos do direito internacional como regra de conduta nas suas relações com outros Estados". No entanto, embora esta disposição tenha sido considerada para assimilar a doutrina da imunidade soberana no direito interno, o Supremo Tribunal decidiu que a disposição não é capaz de conferir direitos aos indivíduos.

A abordagem dualista do direito internacional contida na Constituição irlandesa permite que o estado assine e ratifique tratados sem incorporá-los ao direito interno. Assim, embora a Irlanda tenha sido um dos primeiros estados da Europa a ratificar a Convenção Européia dos Direitos do Homem, foi um dos últimos a incorporar a Convenção no seu direito interno. E, quando feito, não foi diretamente incorporado à lei irlandesa, mas recebeu uma incorporação indireta, subconstitucional e interpretativa.
Em Crotty versus Taoiseach, o Supremo Tribunal irlandês afirmou o poder de rever a constitucionalidade dos tratados assinados pelo estado, de forma que o governo poderia ser impedido de assinar acordos internacionais que fossem contrários à constituição. Uma decisão que resultou em emendas ad hoc à constituição para permitir ao estado ratificar tratados que de outra forma poderiam ser contrários à constituição.

### Governo
- Livro do Estatuto da Irlanda
- Constituição da Irlanda
- Atos dos Oireachtas em irlandês e inglês
- Gabinete do Procurador-Geral da Irlanda

- Site de direito irlandês na UCC
- GlobaLex - Guide to Irish Law, 2016
- LLRX.com - Guia de Legislação Irlandesa, 2001
- Instituto Irlandês de Informação Legal
- Instituto Britânico e Irlandês de Informação Legal